# بطاء
البِطَاء أو التخلف أو التخلفيّة (بالإنجليزية: Hysteresis، وهي كلمة لاتينية الأصل نُقلت عن الإغريقية ὑστέρησις التي تعني: نُقْص، بِطَاء (بُطء)، تخلّف)‏ هو خاصية للنُّظُم (الفيزيائية غالباً) تتمثل في تأخر استجابة النظام للقوى المطبّقة عليه، وتعتمد استجابة هذه النظم على القوى التي أثرت عليها سابقاً، وتطرأ عليها تغيرات في بنيتها لا تختفي تمامًا بعد إبعاد المؤثر عنها، أي تعتمد صفاتها على تاريخ معالجاتها. يجب التمييز بين البِطاء وبين العطالة التي تشير إلى المقاومة الثابتة التي يبديها النظام ضد تغيير حالته. تظهر تلك الخاصة غالبًا في مغناطيسية المواد.
يحدث التخلف في المواد المغناطيسية الحديدية والمواد الكهربائية الحديدية [الإنجليزية]، وفي تشوه الربطة المطاطية وفي السبائك المتذكرة للشكل والعديد من الظواهر الطبيعية الأخرى. هي تكون مترافقة في الأنظمة الطبيعية بعمليات غير عكوسة مثل التحولات الطورية ومع احتكاك داخلي وتبدد للطاقة.
يحدث البطاء في الفيزياء والكيمياء والهندسة التطبيقية والنظم الأحيائية وفي الاقتصاد، إلخ.

## منحنى المغناطيسية

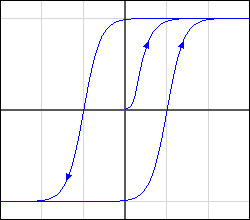
منحنى المغناطيسية لقطعة من الحديد، تبين المساحة الكبيرة داخل المنحنى (دورة مغناطيسية) على قهرية ومغناطيسية متبقية كبيرتين.

منحنى المغناطيسية أو دورة مغناطيسية في الفيزياء يظهر منحنى المغناطيسية عند مغنطة معدن مثل الحديد بواسطة تسليط عليه مجالا مغناطيسيا خارجيا متزايد الشدة H (المحور الأفقي في الشكل). فتتزايد كثافة التدفق المغناطيسي B في قطعة الحديد بتزايد شدة المجال المغناطيسي الخارجي. وعند خفض شدة المجال المغناطيسي الخارجي بعد ذلك تنخفض كثافة التدفق المغناطيسي (المحور الرأسي) في قطعة الحديد، إلا أنها لا تعود إلى الصفر عند عودة المجال المغناطيسي الخارجي إلى الصفر، بل تبقى بقية مغنطة في قطعة الحديد، ويلزم تسليط المجال المغناطيسي في اتجاه عكسي لكي تفقد قطعة الحديد مغناطيسيتها - هذا يعتمد على الشوائب في قطعة الحديد. تسمى شدة المجال المغناطيسي الخارجي اللازم لإعادة كثافة التدفق المغناطيسي في قطعة الحديد إلى الصفر بالقهرية.
نجد منحنى مغناطيسي مميز لكل المواد ذات المغناطيسية الحديدية مثل الحديد والكوبلت والنيكل وسبائكها. كما تختلف منحنيات مغناطيسية قطع الحديد عن بعضها بسبب اختلاف الشوائب الموجودة فيه وسبائكها وكذلك تاريخها من وجهة معالجاتها السابقة الحرارية والمغناطيسية والميكانيكية وعدد مرات مغنطتها وفقدها مغناطيسيتها.

## منحنى مغناطيسي صلد

الشكل 2: منحنى مغناطيسي مطاوع لمحول كهربائي ذو قلب من الحديد يتميز بقهرية منخفضة ومغناطيسية متبقية منخفضة.

الشكل 3: منحنى مغناطيسية لقطعة حديد. المحور الأفقي يبين تغير المجال المغناطيسي الخارجي H ويبين المحور الرأسي تغير المغناطيسية B في قطعة الحديد. النقطة B_{R} هي المغناطيسية المتبقية والنقطة H_{C} هي القهرية.

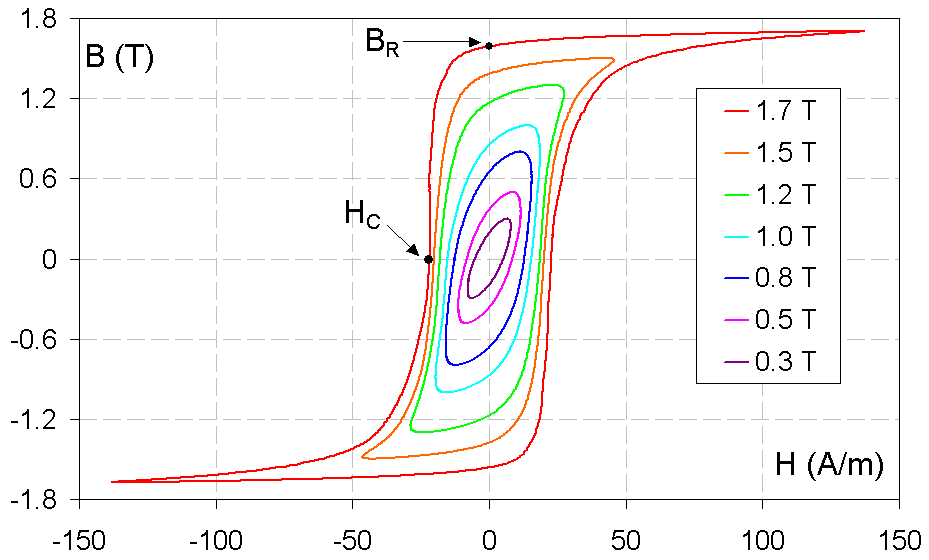
عدة منحنيات استخدمت فيها عدة نهايات عظمى لمجال مغناطيسي خارجي استخدم لإزالة المغناطيسية المتبقية لعينة. تبدأ الدورات بالمجال المغناطيسي الكبير ثم تتوالى الدورات في الصغر (من 7و1 تسلا حتى 3و0 تسلا).

تتصف المنحنيات المغناطيسية «بالصلادة» كما توجد منحايات للمغناطيسية «مطاوعة» بحسب صفة العينة المغناطيسية. تتكون قطعة المادة ذات المغناطيسية الحديدية بوجود حبيبات مغناطيسية ذاتية فيها تسمى «حبيبات فايس». تتميز كل حبيبة باتجاه معين لمغناطيسيتها، وتكون اتجاهات مغناطيسية الحبيبات موزعة توزيعا عشوائيا فلا تظهر مغناطيسية للقطعة المنظورة. وعند تسليط مجال مغناطيسي خارجي على قطعة الحديد فإن مغناطيسية الحبيبات تميل لأن تتخذ نفس اتجاه المجال المغناطيسي الخارجي ويقوّى بذلك التدفق المغناطيسي في القطعة. وبتزايد المجال المغناطيسي الخارجي يزيد عدد الحبيبات التي تتخذ مغناطيسيتها اتجاه المجال المغناطيسي الخارجي، حتى تصل إلى التشبع المغناطيسي.
وعند خفض شدة المجال المغناطيسي الخارجي لا يعود منحنى المغناطيسية على نفسه بل يقطع كما في الشكل 3 محور تغير المغناطيسية عند BR مما يدل على مغنطة القطعة الحديدية في غياب المجال المغناطيسي الخارجي. لهذا يعتبر هذا المنحنى منحنى مغناطيسيا صلدا. ويمكن إزالة مغناطيسية قطعة الحديد عن طريق عكس المجال المغناطيسي المسلط عليها (المنحنى الأخضر العلوي). فتصل مغناطيسية قطعة الحديد إلى الصفر عند -HC. وبزيادة شدة المجال الخارجي العكسي نرى تغير منحنى المغناطيسية في الاتجاه العكسي (الجزء اليساري السفلي في الشكل) حتى تصل المغناطيسية في القطعة إلى التشبع المغناطيسي ولكن في اتجاه عكسي. بخفض المجال المؤثر من الخارج تعود مغناطيسية فطعة الحديد إلى الصفر وبذلك تكتمل الدورة المغناطيسية.
بحسب عدد الحبيبات المغناطيسية (تبلغ مقاييسها نحو 10 ميكرومتر وأقل من ذلك) في قطعة الحديد التي توجه مغناطيسيتها الذاتية في اتجاه المجال المغناطيسي الخارجي تنشأ عدة حالات مميزة:
- عندما يؤخذ منحنى المغناطيسية لقطعة الحديد لأول مرة يبدأ المنحنى من مركز الإحداثيات (المنحنى الأزرق) ويسمى هذا المنحنى الابتدائي أو المنحنى الجديد.
- يمكن بواسطة مغناطيس كهربائي تسليط مجاله على قطعة الحديد والتوقف عند نقطة على المنحنى الصاعد وقبل الوصول للتشبع، عندئذ توجه عدد قليل من الحبيبات المغناطيسية نفسها في اتجاه المجال لخارجي، وتعطي البعد العمودي للمغناطيسية عن المحور الأفقي عدد الحبيبات التي تاثرت بالمجال الخارجي.
- كما يمكن مغنطة قطعة الحديد إلى التشبع (جزء المنحنى الأفقي). ففي تلك الحالة حيث لا تتغير مغناطيسية القطعة بزيادة المجال الخارجي وتبقى ثابتة، تكون معظم الحبيبات قد وجهت اتجاه مغناطيسيتها في اتجاه المجال الخارجي.
- عند خفض شدة المجال المغناطيسي الخارجي تنخفض مغناطيسية القطعة ويعود المنحنى ويقابل المحور الرأسي عند BR. ارتفاع تلك النقطة يعتمد على المغناطيسية المتبقية وهي خاصة تعتمد على شكل قطعة الحديد.
- وعند عكس اتجاه المجال المغناطيسي الخارجي وزيادة التيار في المغناطيس الكهربائي، تنخفض مغناطيسية قطعة الحديد حتى تصل إلى الصفر مع استمرار المجال المغناطيسي الخارجي. يعمل هذا المقدار للمغناطيسية العكسية على التغلب على قهرية القطعة المغناطيسية -HC. وبمجرد قطع تيار المغناطيس الكهربائي الموثر تقفز مغناطيسية قطعة الحديد إلى القيمة BR تلقائيا.
- للعودة لنقطة الصفر الابتدائية (تقاطع محوري الإحداثيات) فلا بد من تكرار دورات المغناطيسية على القطعة مستمرا بمجالات مغناطيسية أصغر فأصغر مع عكس مغناطيسية المجال الخارجي حتى تفقد القطعة مغناطيسيتها.

## اقرأ أيضا
- مغناطيسية
- قهرية
- مغناطيسية متبقية
- مغناطيسية حديدية
- مغناطيسية أرضية
- مغناطيسية مسايرة
- مغناطيسية معاكسة
- قانون كوري